# Metylodichloroarsyna
Metylodichloroarsyna (MD) – arsenoorganiczny związek chemiczny z grupy arsyn, duszący i parzący bojowy środek trujący zaliczany czasem do sternitów. Ma właściwości fizykochemiczne zbliżone do etylodichloroarsyny i nieco słabsze właściwości toksyczne. Jest środkiem nietrwałym i szybko działającym.

## Otrzymywanie
Metylodichloroarsynę otrzymuje się w procesie dwustopniowym. W pierwszej kolejności w reakcji chlorku metylu (MeCl) z magnezem w tetrahydrofuranie otrzymuje się związek Grignarda – chlorek metylomagnezu (MeMgCl). Do otrzymanego roztworu dodaje się heksanowy roztwór trichlorku arsenu. Mieszaninę poreakcyjną odparowuje się, aby usunąć rozpuszczalniki, a pozostałość poddaje się destylacji frakcyjnej.
Metylodichloroarsyna powstaje także podczas rozkładu termicznego trichlorku kakodylu (Me2AsCl3) w temperaturze 40–50 °C oraz w wyniku reakcji kwasu kakodylowego (Me2As(O)OH) z chlorowodorem. Można ją także otrzymać chlorując kwas metyloarsenowy dobrze schłodzonym trichlorkiem fosforu.

## Właściwości
| Lotność [mg/m³]                 | Lotność [mg/m³] |
| ------------------------------- | --------------- |
| 74 440                          | 20 °C           |
| 74 490                          | 20 °C           |
| Ciśnienie pary nasyconej [mmHg] |                 |
| 2,17                            | 0 °C            |
| 7,76                            | 20 °C           |

Metylodichloroarsyna jest cieczą o dużej lotności. Zbyt duża lotność powoduje jednak zbytnie rozproszenie się na polu walki, co utrudniało zastosowanie jej jako bojowego środka trującego. Metylodichloroarsyna łatwo rozkłada się pod wpływem wody, zasad, środków chlorujących i utleniających. W wodzie szybko ulega hydrolizie do tlenku metyloarsyny, będącego nielotnym, trującym i parzącym związkiem, oraz kwasu chlorowodorowego. Hydrolizę przyśpieszają alkalia. Pary wyczuwalne są przy stężeniu ok. 0,1 ppm.
Produkt techniczny ma barwę od żółtej do brunatnej. Metylodichloroarsyna może być stosowana pod postacią par i aerozoli w pociskach artyleryjskich, minach, bombach lotniczych, a także poprzez opryskiwanie z samolotów.
Metylodichloroarsynę można oznaczyć ilościowo, podobnie jak etylodichloroarsynę, poprzez ogrzewanie z wodą, a następnie zobojętnienie wytworzonego w ten sposób kwasu chlorowodorowego wobec lamusu i miareczkowanie roztworem jodu w obecności skrobi:
CH3AsO + I2 + 2H2O → CH3AsO(OH)2 + 2HI
Odróżnienie metylo- i etylodichloroarsyny, ze względu na bardzo podobne właściwości i budowę, bywa trudne. Można to zrobić za pomocą roztworu azotanu rtęci. Metylodichloroarsyna daje z tym roztworem osad ciemnoszary, natomiast etylodichloroarsyna – biały, ciemniejący po chwili.

## Zagrożenia
Właściwości toksyczne metylodichloroarsyny są podobne do etylodichloroarsyny, jednak nieco słabsze. Kontakt z metylodichloroarsyną powoduje natychmiastowe podrażnienie oczu i nosa oraz oparzenia skóry. Pary podrażniają oczy i drogi oddechowe, a przy większych stężeniach lub dłuższej ekspozycji prowadzą do uszkodzeń płuc. Ciekła metylodichloroarsyna w kontakcie z oczami powoduje ich poważne uszkodzenia. Absorpcja zarówno par, jak i cieczy w odpowiedniej dawce prowadzi do zatrucia systemowego. Śmierć następuje w wyniku zatrucia krwi i uduszenia.
Właściwości parzące tego środka trującego wynikają z obecności atomu chlorowca. Grupa metylowa ułatwia wnikanie związku do ciała człowieka. Arsen wraz z grupą metylową powodują zmiany w strukturze kości i w konsekwencji zniszczenie szpiku.
- LCt50 3000–5000 mg·min/m³[4][13]
- ICt50 25 mg·min/m³[4][13]

## Pierwsza pomoc
W przypadku skażenia skóry lub oczu należy przemywać je dużą ilością wody lub roztworem izotonicznym soli kuchennej; można stosować 0,5% roztwór podchlorynu. W przypadku inhalacji podawać czysty tlen o wilgotności 100%. Nie należy stosować ługów, które, mimo łatwego reagowania z etylodichloroarsyną, wytwarzają toksyczny i parzący tlenek etyloarsyny.

## Historia
Środek ten został wynaleziony w 1858 roku przez Adolfa Baeyera. Wojna okopowa, jaka prowadzona była w czasie I wojny światowej stworzyła zapotrzebowanie na krótko działającą i śmiertelną broń chemiczną. Pierwszym związkiem spełniającym ten warunek była metylodichloroarsyna, najprawdopodobniej stosowana przez Niemców w 1917 roku, choć niekiedy wyklucza się jej użycie w czasie I wojny światowej.